# Rotfahnenelfe
Die Rotfahnenelfe (Chaetocercus jourdanii), manchmal auch Rosenelfe genannt, ist eine Vogelart aus der Familie der Kolibris (Trochilidae). Die Art hat ein großes Verbreitungsgebiet, das die Insel Trinidad sowie die Länder Venezuela und Kolumbien umfasst. Der Bestand wird von der IUCN als „nicht gefährdet“ (least concern) eingeschätzt.

## Merkmale
Die Rotfahnenelfe erreicht eine Körperlänge von etwa 7 cm, wobei der gerade Schnabel 1,3 cm lang ist. Die Oberseite des Männchens schimmert grün. Die purpurne Kehle wird unten von einem breiten weißen Band begrenzt, welches sich bis in die seitlichen Flanken zieht. Hinter dem Auge haben die Männchen einen dünnen weißen Augenstrich. Der restliche Teil der Unterseite ist grün. An den Flanken unter den Flügeln befindet sich ein großer weißer Fleck, der nur im Flug zu erkennen ist. Der Schwanz ist stark gegabelt, wobei die Basis und der Schaft der Schwanzfedern rötlich-braun gefärbt sind. Die Oberseite des Weibchens gleicht der des Männchens, doch hat es dunkle Ohrdecken. Die Unterseite ist weiß mit einer leichten Ockertönung und einer schwach ausgeprägten helleren Sichel, die sich über die Brust zieht. Der Augenstrich hinter dem Auge ist hell ockerfarben. Die zentralen Steuerfedern sind dunkelgrün, die äußeren drei Paare rötlich-braun mit einem dunkleren subterminalen Band.

## Verhalten
Meist sieht man Rotfahnenelfen hoch oben auf offenen Ästen sitzen oder schwirrend den Nektar blühender Bäume saugen. Ihr Flug ähnelt dem von Bienen. Gelegentlich fliegen sie auch die Blüten von Büschen der mittleren Straten in den Wäldern bzw. an Waldrändern an. Wie viele andere kleine Kolibris rauben sie gern Nektar von Blüten, die von größeren Kolibri-Arten bewacht werden, oder fliegen Pflanzen an, die nur wenig Nektar produzieren und deshalb für größere Kolibris nicht genügend Ausbeute versprechen.

## Lebensraum
Bevorzugte Habitate sind feuchte bis nasse Wälder und Waldränder, ältere sekundäre Baumlandschaften, blühende Gärten und gelegentlich offene Gebiete, die nicht allzu weit von Waldgebieten entfernt sind. Meist kommen Rotfahnenelfen in Höhen zwischen 900 und 2500 Metern vor. Sie tauchen nur unregelmäßig auf und scheinen während der Regenzeit von Mai bis November eher in die unteren Höhen zu ziehen.

## Fortpflanzung
Melbourne Armstrong Carriker beobachtete im Departamento de Norte de Santander zwei brütende Weibchen im November.

## Lautäußerungen
Der Ruf der Rotfahnenelfe klingt wie dünne lispelnde tssit-Töne, die sie drei- bis viermal wiederholt.

## Unterarten
Es sind drei Unterarten bekannt:

Verbreitungsgebiet der Rotfahnenelfe

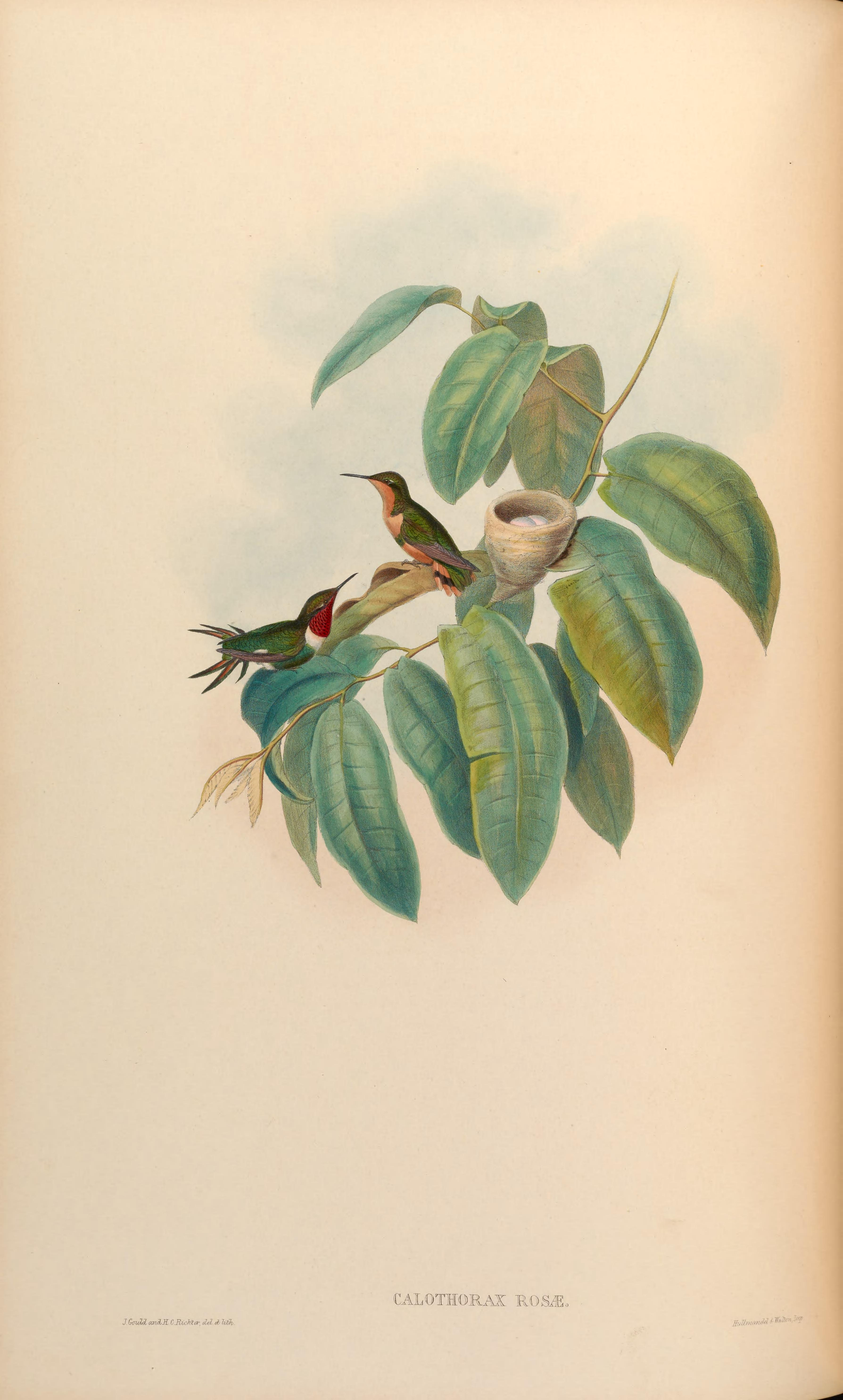
Ein Paar Rotfahnenelfen der Unterart C. j. rosae am Nest
(Lithografie von Henry Constantine Richter nach einer Zeichnung von John Gould, 1857)

- Chaetocercus jourdanii andinus Phelps & Phelps Jr, 1949[5] – Diese Subspezies ist im Nordosten Kolumbiens und Westen Venezuelas verbreitet. In Venezuela ist sie in der Sierra de Perijá im Bundesstaat Zulia, den Anden im Süden Táchiras und dem Süden Laras zu finden.[2] Die Färbung der Kehle der Männchen liegt zwischen Magentarot und Purpur.[5]
- Chaetocercus jourdanii rosae (Bourcier & Mulsant, 1846)[6] – Diese Subspezies wurde zunächst als eigene Art Calothorax rosae und erst später als Unterart der Rotfahnenelfe angesehen. Sie ist im Norden Venezuelas verbreitet. Hier ist sie in der Sierra de San Luis, im Bundesstaat Falcón, den nördlichen Kordilleren von Yaracuy und den Dependencias Federales präsent. Die Männchen haben eine magentarote Kehle.[2]
- Chaetocercus jourdanii jourdanii (Bourcier, 1839)[7] – Die Nominatform kommt im Nordosten Venezuelas, in den Bergen des Bundesstaats Sucre und im Norden von Monagas sowie auf Trinidad vor.[2]

## Etymologie und Forschungsgeschichte
Jules Bourcier beschrieb die Rotfahnenelfe unter dem Namen Ornismya Jourdanii. Das Typusexemplar stammte aus Trinidad. Im Jahr 1855 stellte sie George Robert Gray in die neue Gattung Chaetocercus. Dieser Name setzt sich aus den griechischen Wörtern χαίτη chaítē für „langes fliegendes Haar“ und κέρκος kérkos für „Schwanz“ zusammen. Das Artepitheton jourdanii ist Claude Jourdan (1803–1873) aus Heyrieux gewidmet. John Gould schrieb zur Namensgebung in seinem Text zu seiner Tafel aus dem Jahr 1861, dass Jourdan Zoologe und Direktor des Musée d’histoire naturelle – Guimet in Lyon war. Rosae ist Rose Duquaire (1799–1881) geb. Mulsant gewidmet. Andinus ist das lateinische Wort für andin, von Andinum für Anden.